# Maleise zwartkapjungletimalia
De Maleise zwartkapjungletimalia (Pellorneum nigrocapitatum) is een zangvogel uit de familie Pellorneidae.

## Kenmerken
De vogel is 16 tot 17 cm lang. Het is een merendeels bruin gekleurde jungletimalia die nauw verwant is aan de borneozwartkapjungletimalia en de Javaanse zwartkapjungletimalia. Het kenmerk van de Maleise soort is dat de wenkbrauwstreep ontbreekt. De kop is grijs met een duidelijke donkere kruin.

## Verspreiding en leefgebied
De soort is komt voor op het schiereiland Malakka, Sumatra, Banka, Billiton en de noordelijke Natuna-eilanden. De leefgebieden liggen zowel in vochtig tropisch bos, als gebieden met struikgewas tot 1500 meter boven zeeniveau, en in mangrovebos.